# Браунинг-Лагерфельдт, Лукас
Лукас Эдвард Браунинг-Лагерфельдт (швед. Lukas Edward Browning-Lagerfeldt; род. 6 января 1999, Дроэда, Ленстер) — шведский и ирландский футболист, полузащитник клуба «Ефле».

## Клубная карьера
Является воспитанником «Броммапойкарны», в которой начал заниматься с шести лет. В апреле 2017 года перешёл в нидерландский «Твенте», где присоединился к молодёжной команде клуба.
Спустя два с половиной года в декабре 2019 года вернулся в Швецию, где присоединился к «Эргрюте» по трёхлетнему контракту. В его составе дебютировал 17 июня 2020 года в матче Суперэттана с «Юнгшиле», появившись на поле в стартовом составе. В марте 2022 года перешёл в «Далькурд».
В декабре 2022 года стал игроком ирландского «Слайго Роверс», с которым заключил соглашение, рассчитанное на год с возможностью продления ещё на один. 18 февраля 2023 года в его составе дебютировал в чемпионате Ирландии в матче с «Шемрок Роверс». Лукас вышел в стартовом составе и в компенсированному ко второму тайму время забил гол, принеся своей команде ничью в этой встрече (1:1).
14 декабря 2023 года перешёл в шведский «Ефле». Первую игру за новый клуб провёл 18 февраля 2024 года в матче группового этапа кубка Швеции с «Кальмаром».

## Карьера в сборной
Выступал за юношескую сборную Швеции до 17 лет. Осенью 2015 года решил выступать за Ирландию. В составе ирландской сборной принял участие в пяти матчах. С октября 2016 года снова представлял Швецию, выступая за сборную до 19 лет.

## Личная жизнь
Родился в Ирландии в городе Дроэда. Отец — ирландец, мать — шведка. В двухлетнем возрасте переехал с семьёй в Швецию.

## Клубная статистика
| Выступление      | Выступление      | Выступление      | Лига | Лига | Кубки | Кубки | Конт. кубки | Конт. кубки | Итого | Итого |
| Клуб             | Лига             | Сезон            | Игры | Голы | Игры  | Голы  | Игры        | Голы        | Игры  | Голы  |
| ---------------- | ---------------- | ---------------- | ---- | ---- | ----- | ----- | ----------- | ----------- | ----- | ----- |
| Эргрюте          | Суперэттан       | 2020             | 27   | 1    | 1     | 0     | 0           | 0           | 28    | 1     |
| Эргрюте          | Суперэттан       | 2021             | 27   | 0    | 1     | 0     | 0           | 0           | 28    | 0     |
| Эргрюте          | Суперэттан       | 2022             | 0    | 0    | 3     | 1     | 0           | 0           | 3     | 1     |
| Эргрюте          | Итого            | Итого            | 54   | 1    | 5     | 1     | 0           | 0           | 59    | 2     |
| Далькурд         | Суперэттан       | 2022             | 21   | 1    | 1     | 0     | 0           | 0           | 22    | 1     |
| Далькурд         | Итого            | Итого            | 21   | 1    | 1     | 0     | 0           | 0           | 22    | 1     |
| Слайго Роверс    | Премьер-лига     | 2023             | 27   | 1    | 0     | 0     | 0           | 0           | 27    | 1     |
| Слайго Роверс    | Итого            | Итого            | 27   | 1    | 0     | 0     | 0           | 0           | 27    | 1     |
| Ефле             | Суперэттан       | 2024             | 15   | 2    | 3     | 0     | 0           | 0           | 18    | 2     |
| Ефле             | Итого            | Итого            | 15   | 2    | 3     | 0     | 0           | 0           | 18    | 2     |
| Всего за карьеру | Всего за карьеру | Всего за карьеру | 117  | 5    | 9     | 1     | 0           | 0           | 126   | 6     |